# Ганс-Генрік Ерстед
Ганс-Генрік Ерстед (дан. Hans-Henrik Ørsted, 13 грудня 1954) — данський велогонщик.
Бронзовий призер Олімпійських Ігор 1980 року в гонці переслідування.
Чемпіон світу з трекових велоперегонів 1984 (професіональна гонка переслідування), 1985 (професіональна гонка переслідування), 1987 (професіональна гонка переслідування) років, срібний призер 1981 (професіональна гонка переслідування), 1982 (професіональна гонка переслідування), 1986 (професіональна гонка переслідування) років, бронзовий призер 1980 (професіональна гонка переслідування), 1983 (професіональна гонка переслідування) років.